# Arta Bajrami
Arta Bajrami (Pristina, 9 gennaio 1980) è una cantante albanese.

## Biografia
Nata a Pristina, nell'allora Jugoslavia, Bajrami è anche conosciuta come la Regina albanese del R&B. Questo perché lei è stata la prima cantante ad introdurre lo stile R&B in tutta la regione dei Balcani.
Vincitrice di molti premi musicali nel suo paese. Il padre Zejnullah Bajrami è un famoso artista albanese e il fratello Artan, conosciuto come Don Arbas, è un produttore e cantautore.
Viene anche chiamata artisticamente Sekiraqa.
È sposata dal 2009 con un businessman.

## Discografia
- Krejt diçka tjetër (2001)
- Femër Shqiptare (2005)
- Chocolata (2007), ben 7 canzoni di quest'album sono entrate nella hit parade albanese
- De Luxe (2009)
- Exotic (2011)[1]